# Aage Bertelsen (rektor)
 Der er flere personer med dette navn, se Aage Bertelsen.
Aage Bertelsen (6. november 1901 i Silkeborg – 15. august 1980 sammesteds) var en dansk skolemand, forfatter og politiker.
Aage Bertelsen blev student fra Th. Langs Gymnasium i Silkeborg i 1920 og cand. mag. i dansk og kristendomskundskab i 1927. Efter forskellige ansættelser var han lektor ved Lyngby Statsskole 1938-1947 og rektor ved Aarhus Katedralskole 1947-1969. Som skoleleder var han bl.a. kendt for at værdsætte "levende samtale mellem lærer og elev" og "personlig tilegnelse af stoffet" i stedet for tidligere tiders "terperi og udenadslære".
Under den tyske besættelse af Danmark blev Aage Bertelsen i 1943 involveret i de danske jøders flugt til Sverige som medlem af den såkaldte Lyngbygruppe tilnyttet Ringen. I november 1943 måtte han selv flygte til Sverige, hvor han blev lærer på det danske gymnasium i Lund. Aage Bertelsen udgav i 1952 bogen Oktober 43 om sine oplevelser i forbindelse med jødernes redning. Bogen, som kom i mange oplag og blev oversat til flere sprog, var stærkt medvirkende til, at de danske jøders redning blev kendt i udlandet.
Bertelsen blev i 1957 æresdoktor ved The Jewish Theological Seminary of America.
Aage Bertelsens stærke pacifistiske overbevisning gav sig i 1962 udslag i udgivelsen af bogen Her er dit våben og året efter i oprettelsen af partiet Fredspolitisk Folkeparti. Partiet var ganske kortvarigt repræsenteret i Folketinget af udbryderen fra Socialistisk Folkeparti, Anders Storgaard, men fik i øvrigt kun ringe politisk indflydelse. Også i sit virke som skoleleder udtrykte Bertelsen sine pacifistiske synspunkter, ligesom han agiterede mod brugen af Atomvåben og hyldede Ghandi.

## Litterære udgivelser
- Vejledning i Det gamle testamente (1935)
- Træk af Det nye testamentes tilblivelseshistorie ((med Holger Mosbech 1943))
- Nordisk Sprogrøgts betænkning til Udvalget for oversættelsen af Det nye testamente (1943)
- Oktober 43, oplevelser og tilstande under jødeforfølgelsen i Danmark (1952), amerikansk udgave 1954, engelsk og hebraisk 1955, tysk 1960, svensk 1962, amerikansk 1972
- Her er dit Våben (1962).